# Историография Самарской митрополии
Историография Самарской митрополии — часть историографии Русской православной церкви, относящаяся к периоду существования Самарской епархии: начиная с 1851 года и до настоящего времени.
Историография Самарской митрополии чётко делится на три периода: дореволюционный, советский и новейший (с 1991 года по настоящее время). Эти периоды характеризуются порой диаметрально противоположными взглядами на проблемы церковной истории.
Стоит отметить, что административно-территориальная единица «Самарская митрополия» появилась относительно недавно, в 2012 году, а до этого на этой территории существовала Самарская и Ставропольская, позднее Самарская и Сызранская епархии, поэтому в большинстве источников речь идёт именно о современной митрополии, хотя и описывается историческая епархия.

## Дореволюционные исследования
Дореволюционные исследования истории епархии представлены источниками, специализирующимися на теме биографий правящих архиереев епархии. Так в 1901 году вышла небольшая книга «Пятидесятилетний юбилей Самарской епархии», в которой кратко описывались биографии самарских архиереев за прошедшие полвека.
В 1924 году работу над списком самарских архиереев РПЦ и их биографий продолжил иподиакон архиепископа Александра (Трапицына), а позднее техник-проектировщик куйбышевского завода № 42 Александр Владимирович Ястребов. Его работа не была завершена: в конце 1930-х годов Ястребов был расстрелян. Однако труд не пропал втуне, его продолжил митрополит Мануил (Лемешевский). Он довёл работу до 1965 года, собрав материал более чем о 2200 архиереях РПЦ и 270 обновлеченских архиереях. Общий объём труда составил 6 томов. Кроме того он написал «Хронологию архиерейских хиротоний» и «Топографию архиерейских кафедр».
В свою очередь Мануил (Лемешевский) сам стал объектом биографической работы своего духовного воспитанника Иоанна (Снычёва). Его биографический очерк был написан в 1969 году, однако издан лишь в 1993 году.
Другим немаловажным источником сведений по истории Самарской епархии является ряд описаний принадлежащих к ней монастырей. Первое такое описание было сделано ещё до появления собственно епархии. Профессор Симбирской духовной семинарии К. И. Невоструев сначала по собственной инициативе, а затем по поручению Симбирского епископа Феодотия, собирал материалы по истории самарских монастырей, с открытием в Самаре архиерейской кафедры отошедших к новой епархии.
Самарские краеведы П. И. Рычков, П. К. Попов, П. А. Преображенский, Н. А. Архангельский, П. В. Алабин оставили в своих работах краткие упоминания о самарских монастырях и храмах. Г. И. Перетяткович изучал деятельность монастырей, некогда имевших на территории епархии хозяйственные интересы: Савво-Сторожевского, Чудова, Новоспасского, Новодевичьего, Воскресенского Новоиерусалимского.

## Советская историография
После установления Советской власти та начала активную борьбу с религиозными проявлениями. В 1920—1930-х годах деятельность церкви освещалась крайне тенденциозно, с разоблачениями «антисоветской деятельности» религиозной организации. Основным предметом изучения являлось развитие атеистической работы в регионе, изучение работы Союза воинствующих безбожников. И только работа В. Кошанского посвящена непосредственно истории епархии: изучение экономической и хозяйственной деятельности РПЦ в Самарской епархии до 1917 года.
Определенные послабления в гонениях на церковь и снижение работ по атеистическому воспитанию в 1940-х годах и первой половине 1950-х привели к тому, что значимые научные работы в этот период не появлялись. Однако, начиная со конца 1950-х антирелигиозная пропаганда возобновила свою работу. Работы этого периода отличаются своей атеистической направленностью, принижением роли церкви в истории страны, абсолютизации классового, партийного подхода в анализе исторических явлений. Церковь рассматривалась как пережиток прошлого, с которым необходимо было сосуществовать, но продолжать идеологическую борьбу. Как публикации, так и защищённые в это время диссертации преимущественно были посвящены атеистическому воспитанию. На общем тенденциозном фоне выделяются труды и диссертация Э. Л. Дубмана, посвящённые хозяйственному освоению региона монастырями в XVII—XVIII веках, написанные по архивным источникам и отличающиеся исторической, а не атеистической направленностью.

## Современные исследования
Светская историография с начала 1990-х годов кардинально изменила свои оценки деятельности РПЦ и её роли в истории. Аналогично изменили свой подход и историографы Самарской епархии. Широкий доступ к архивным материалам позволял изучать и освещать публикациях различные, ранее не изученные и малоизвестные эпизоды истории РПЦ. Широко публикуются статьи, монографии и диссертации.
Так Л. М. Артамонова детально анализирует гравюру, сделанную по рисунку английского художника Джона Кэстля с панорамой Самары в 1730-х годах, обращая внимание на облик самарских храмов. Антон Жоголев, по материалам из архивов ФСБ, опубликовал работу о самарских новомучениках. Появляется книга, посвящённая церковной истории Ставрополя-Тольятти, второго по величине города епархии.
Исследованиям истории Самарской епархии посвящён ряд диссертаций. Изучались взаимоотношения епархии и государственных органов, социально-гуманитарная деятельность РПЦ, социально-экономическое положение православного приходского духовенства и особенности системы епархиального управления.
Вышли в свет новые работы по истории храмов, монастырей, часовен, кладбищ, как в ориентированных на широкую публику историко-культурной энциклопедии «Православные святыни Самарского края», справочнике «Монастыри Самарского края (XVI—XX вв.)», краеведческом очерке «Земное и небесное», так и в диссертациях. Целый ряд работ посвящён истории и возрождению православных соборов епархии. Изучалась история возникновения святых источников на территории Самарской области.
Предметом пристального изучения стала Самарская духовная семинария, о которой было написано более десятка публикаций. Появились актуальные биографические публикации. В статьях исследователей публиковались сведения о региональной церковной истории, борьбе с сектантами в дореволюционный период, государственной политике в отношении церковных архивов, разрушению самарских церквей, феномену женского неповиновения по случаю закрытия церквей и множество других.
Активно исследовались исторические источники, анализировались «Самарские епархиальные ведомости», выходившие по 1918 год, находящиеся в архивах церковные летописи. Широко изучается деятельность святых, подвижников и мучеников
Обобщающим комплексным источником по истории епархии является монография профессора В. Якунина «История Самарской епархии», вышедшая в 2011 году.
История Самарской епархии нашла отражение и в художественной литературе, в первую очередь у А. А. Солоницина.

## Материалы
Основу материалов для научных исследований по вопросам истории Самарской епархии составляют многочисленные архивные документы из фондов Центрального государственного архива Самарской области: отчёты архиереев, благочинных, рапорты духовенства, клировые ведомости, журналы заседаний духовной консистории, приходно-расходные ведомости по церквям, проекты и резолюции совещаний приходского духовенства, церковные летописи, охватывающие период с 1850-х по 1917 год. Там же имеются документы фондов Совета по делам РПЦ и Совета по делам религиозных культов: директивы, руководящие письма, отчёты, справки, личные дела церковнослужителей, статистика по проведению обрядов и справки о доходах по церквям, описи произведений искусства в зданиях культа и т. д. Ежегодные отчёты самарских архиереев хранятся в Российском государственном историческом архиве. Самарский областной государственный архив социально-политической истории содержит обширные материалы, касающиеся антирелигиозной политики советской власти: отчёты, справки по антирелигиозной пропаганде, инструкции по выполнению секулярных декретов, переписи церковнослужителей, инструкции по предотвращению закрытия храмов, материалы совещаний по антирелигиозной работе, копии донесений агентов ОГПУ и так далее.
Фонды Самарского епархиального попечительства и эмеритальной кассы духовенства Самарской епархии хранятся в Самарском филиале Российского архива научно-технической документации. В Самарском духовном управлении документы хранятся лишь с начала 1950-х годов, в основном они касаются бухгалтерии и штатов, судьба более ранних документов не установлена. Самарский епархиальный архив создан в 2003 году, хранит документы по штатам епархии: анкеты и биографии из пенсионных и личных дел церковнослужителей, дела о регистрации духовенства уполномоченным Совета по делам Русской Православной церкви, а также личные дела служившего духовенства. Архив управления ФСБ содержит сведения о судьбе репрессированных верующих и духовенства: протоколы допросов, очных ставок, письма, личные дела.
Большой материал для изучения предоставляют сведения из периодической печати, в том числе «Самарских епархиальных ведомостей» (1867—1918), газет. С 1991 года выходит газета «Благовест», а с 1995 года — журнал «Духовный собеседник».
Мемуарные источники представлены сочинениями Натальи и Софии Самуиловых. Дневники протоиерея Симеона Афанасьева, служившего в Сорочинске Бузулукского района описывают работу сельского священника первой половины 1930-х годов: аресты, закрытие храма, тайные служения. Интерес представляют опубликованные отрывки из дневников митрополита Иоанна (Снычёва), охватывающие период с 1961 про 1974 год.